# Nicolas Koeckert
Nicolas Koeckert (* 9. November 1979 in München) ist ein deutscher Violinist.

## Leben
Der deutsch-brasilianische Geiger Nicolas Koeckert, aus einer bekannten Musikerfamilie stammend,  erhielt im Alter von 5 Jahren bereits seine erste Geige von seinem Großvater Rudolf Koeckert. Sein akademisches Studium begann er mit 16 Jahren an der Hochschule für Musik Würzburg bei Grigori Zhislin. Nicolas studierte ab 1998 an der Musikhochschule Köln bei Zakhar Bron.  Seither tritt er regelmäßig als Solist auf. Sein künstlerisches Diplom legte er 2005 in Köln mit Auszeichnung ab. Er beendete sein Studium 2007 mit dem Konzertexamen.
Im Jahre 2001 erhielt er den 1. Preis bei dem International Competition for Young Violinists Novosibirsk, den Spezialpreis für die beste Interpretation des Pflichtstückes und den Kulturpreis der Stadt Nowosibirsk.  Danach, im Jahre 2002 war Nicolas Koeckert der erste deutsche Geiger, der Preisträger bei dem weltberühmten „International Tchaikovsky Competition“ in Moskau wurde. Noch im selben Jahr zeichnete ihn der Freistaat Bayern mit dem Kunstförderpreis aus. 2003 wurde er erneut Preisträger bei dem Montreal International Musical Competition. Im selben Jahr gewann Nicolas außerdem den 2. Preis beim „Montreal International Musical Competition“ in St. Petersburg.
2012 wurde er als ordentliches Mitglied der Klasse der Künste und Kunstwissenschaften in die Sudetendeutsche Akademie der Wissenschaften und Künste berufen.

## Konzertlaufbahn
Nicolas konzertiert mit führenden Orchestern in Europa, Asien, Brasilien, Mexiko und Nordamerika, wie Orchestre symphonique de Montréal, Russisches Nationalorchester, Symphonieorchester des Bayerischen Rundfunks, Royal Philharmonic Orchestra, Bamberger Symphoniker, Deutsche Radio Philharmonie Saarbrücken Kaiserslautern, KBS Symphony Orchestra (Seoul), Zagreber Philharmonie, São Paulo Symphony Orchestra, Orquestra Sinfônica Brasileira, Orquestra Sinfônica do Teatro Nacional Brasilia, Norrköping Symphony Orchestra, Georgisches Kammerorchester, Litauisches Kammerorchester, Münchener Kammerorchester und Cappella Istropolitana, sowie namhaften Dirigenten wie Lawrence Foster, Colin Davis, Michail Jurowski, Jonathan Nott, Asher Fisch, José Serebrier, Christoph Poppen, Saulius Sondeckis, Andris Nelsons, Theodor Guschlbauer, Ari Rasilainen, Ira Levin, Nicholas Milton, Marc Piollet, Emil Tabakov, Víctor Pablo Pérez, Osvaldo Ferreira, Fabio Mechetti,  Benjamin Northey, Gabriel Feltz und Markus Poschner.

## Aufnahmen
Für den Bayerischen Rundfunk nahm der junge Geiger mehrere Werke auf: „Ballade“ Solosonate Nr. 3 von Eugène Ysaÿe, Edvard Griegs c-Moll-Sonate, die Sonate von Maurice Ravel, verschiedene Tschaikowski-Stücke, Bartóks Solosonate, Antonio Bazzinis „Tanz der Kobolde“, Sibelius’ Violinkonzert und das 2. Violinkonzert von Szymanowski. Die CD „Russische und Slawische Bearbeitungen“ von Fritz Kreisler wurde in der Fachzeitschrift The Strad für die beste Aufnahme im Dezember 2005 und von Naxos Deutschland als CD des Monats Juni 2004 ausgewählt. Seine CD für Naxos mit Bearbeitungen von Igor Frolov mit seiner Pianistin Kristina Miller-Koeckert kam im Januar 2008 auf den Markt. Ebenfalls für Naxos nahm Nicolas im April 2008 das Chatschaturjan-Violinkonzert und die Konzertrhapsodie mit dem Royal Philharmonic Orchestra unter der Leitung von José Serebrier auf, die im Mai 2009 auf den Markt kam. Seit vier Jahren unterrichtet Nicolas regelmäßig und gibt Meisterklassen im In- und Ausland.

## Preise und Auszeichnungen
- 2001   1. Preis beim Internationalen Violinwettbewerb in Nowosibirsk
- 2002   Preisträger beim internationalen Tschaikowski-Violinwettbewerb in Moskau
- 2002   Kunstförderpreis des Landes Bayern
- 2003   Preisträger beim Montreal International Music Competition,
- 2003   2. Preis beim Internationalen Violinwettbewerb in Sankt Petersburg
- 2005   eine Auszeichnung für seine CD-Aufnahme Kreisler-Transkriptionen zur „Strad Selection“ in der Fachzeitschrift The Strad.
- 2012 Sudetendeutscher Kulturpreis für darstellende und ausübende Kunst

## Instrument
Nicolas Koeckert spielte früher ein Instrument von Omobono Stradivari aus dem Jahr 1711. Derzeit (2023) spielt er eine Violine, die Giovanni Battista Guadagnini 1754 in Mailand baute.